# آشتی‌ناپذیر

آشتی ناپذیر نام یک کتاب ادبی است که توسط جک لندن، نویسندهٔ اهل آمریکا نوشته شده‌است.  این کتاب یکی از آثار مشهور ادبی جهان است.